# 昆洛
坤洛（？—780年），是老挝开国君主。在神话中他是坤布倫九个兒子之中的長子与第一个老挝国王，被派遣勐唐（今越南奠边府市）建国（勐老）。澜沧王国也把他当作始祖，他也從老聽族手中夺取瑯勃拉邦（更名川東川東）。他死后khun sung继位。